# بیمالا تامانگ
بیمالا تامانگ (نپالی: विमला तामाङ) یک کاراته‌کار زن اهل نپال است که در بازی‌های آسیایی ۲۰۱۴ نشان برنز را کسب نمود